# Arotes sugiharai
Arotes sugiharai är en stekelart som beskrevs av Tohru Uchida 1934. Arotes sugiharai ingår i släktet Arotes och familjen brokparasitsteklar. Inga underarter finns listade.